# Canton de Sorbiers
Le canton de Sorbiers est une circonscription électorale française du département de la Loire.

## Histoire
Un nouveau découpage territorial de la Loire entre en vigueur à l'occasion des élections départementales de 2015. Il est défini par le décret du 26 février 2014, en application des lois du 17 mai 2013 (loi organique 2013-402 et loi 2013-403). Les conseillers départementaux sont, à compter de ces élections, élus au scrutin majoritaire binominal mixte. Les électeurs de chaque canton élisent au Conseil départemental, nouvelle appellation du Conseil général, deux membres de sexe différent, qui se présentent en binôme de candidats. Les conseillers départementaux sont élus pour 6 ans au scrutin binominal majoritaire à deux tours, l'accès au second tour nécessitant 12,5 % des inscrits au 1er tour. En outre la totalité des conseillers départementaux est renouvelée. Ce nouveau mode de scrutin nécessite un redécoupage des cantons dont le nombre est divisé par deux avec arrondi à l'unité impaire supérieure si ce nombre n'est pas entier impair, assorti de conditions de seuils minimaux. Dans la Loire, le nombre de cantons passe ainsi de 40 à 21.
Le canton de Sorbiers est formé de communes des anciens cantons de La Grand-Croix (3 communes), de Saint-Héand (9 communes) et de Rive-de-Gier (1 commune). Il est entièrement inclus dans l'arrondissement de Saint-Étienne. Le bureau centralisateur est situé à Sorbiers.

## Représentation
| Période élective | Période élective | Mandat | Mandat               | Identité               | Nuance | Nuance | Qualité                                                                                  |
| ---------------- | ---------------- | ------ | -------------------- | ---------------------- | ------ | ------ | ---------------------------------------------------------------------------------------- |
| 2015             | 2021             | 2015   | 2021                 | Corinne Besson-Fayolle |        | DVD    | Première adjointe au maire de Cellieu                                                    |
| 2015             | 2021             | 2015   | mai 2018 (démission) | Bernard Philibert      |        | DVD    | Conseiller général du canton de Saint-Héand (1997-2015) Maire de Saint-Héand (1995-2014) |
| 2015             | 2021             | 2018   | en cours             | Yves Partrat           |        | LR     | Médecin Maire de La Fouillouse (2008-2020)                                               |
| 2021             | 2028             | 2021   | en cours             | Corinne Besson-Fayolle |        | DVD    | Conseillère sortante, 12ème Vice-Présidente du conseil départemental (culture)           |
| 2021             | 2028             | 2021   | en cours             | Yves Partrat           |        | LR     | Conseiller sortant                                                                       |

### Résultats détaillés

#### Élections de mars 2015
À l'issue du 1er tour des élections départementales de 2015, deux binômes sont en ballottage : Corinne Besson-Fayolle et Bernard Philibert (DVD, 36,9 %) et Marie Di Sotto et Jean-Marie Horvath (FN, 30,52 %). Le taux de participation est de 53,72 % (13 265 votants sur 24 691 inscrits) contre 48,48 % au niveau départemental et 50,17 % au niveau national.
Au second tour, Corinne Besson-Fayolle et Bernard Philibert (DVD) sont élus avec 65,27 % des suffrages exprimés et un taux de participation de 54,51 % (7 998 voix pour 13 458 votants et 24 691 inscrits).

#### Élections de juin 2021
Le premier tour des élections départementales de 2021 est marqué par un très faible taux de participation (33,26 % au niveau national). Dans le canton de Sorbiers, ce taux de participation est de 33,76 % (8 423 votants sur 24 948 inscrits) contre 30,05 % au niveau départemental. À l'issue de ce premier tour, deux binômes sont en ballottage : Corinne Besson-Fayolle et Yves Partrat (Union à droite, 39,98 %) et Michel Gandilhon et Ramona Gonzalez Grail (Union à gauche, 26,17 %).
Le second tour des élections est marqué une nouvelle fois par une abstention massive équivalente au premier tour. Les taux de participation sont de 34,36 % au niveau national, 31,31 % dans le département et 34,95 % dans le canton de Sorbiers. Corinne Besson-Fayolle et Yves Partrat (Union à droite) sont élus avec 61,15 % des suffrages exprimés (5 050 voix pour 8 721 votants et 24 950 inscrits),,.

## Composition
Le canton de Sorbiers comprend treize communes.
| Nom                              | Code Insee | Intercommunalité        | Superficie (km2) | Population (dernière pop. légale) | Densité (hab./km2) | Modifier                                    |
| -------------------------------- | ---------- | ----------------------- | ---------------- | --------------------------------- | ------------------ | ------------------------------------------- |
| Sorbiers (bureau centralisateur) | 42302      | Saint-Étienne Métropole | 12,19            | 8 071 (2022)                      | 662                | modifier les données · modifier les données |
| Cellieu                          | 42032      | Saint-Étienne Métropole | 12,11            | 1 719 (2022)                      | 142                | modifier les données · modifier les données |
| Chagnon                          | 42036      | Saint-Étienne Métropole | 2,48             | 522 (2022)                        | 210                | modifier les données · modifier les données |
| L'Étrat                          | 42092      | Saint-Étienne Métropole | 8,48             | 2 820 (2022)                      | 333                | modifier les données · modifier les données |
| Fontanès                         | 42096      | Saint-Étienne Métropole | 6,63             | 686 (2022)                        | 103                | modifier les données · modifier les données |
| La Fouillouse                    | 42097      | Saint-Étienne Métropole | 20,57            | 4 643 (2022)                      | 226                | modifier les données · modifier les données |
| Marcenod                         | 42133      | Saint-Étienne Métropole | 9,00             | 680 (2022)                        | 76                 | modifier les données · modifier les données |
| Saint-Christo-en-Jarez           | 42208      | Saint-Étienne Métropole | 21,77            | 1 888 (2022)                      | 87                 | modifier les données · modifier les données |
| Saint-Héand                      | 42234      | Saint-Étienne Métropole | 31,30            | 3 684 (2022)                      | 118                | modifier les données · modifier les données |
| Saint-Romain-en-Jarez            | 42283      | Saint-Étienne Métropole | 16,96            | 1 209 (2022)                      | 71                 | modifier les données · modifier les données |
| La Talaudière                    | 42305      | Saint-Étienne Métropole | 7,63             | 7 103 (2022)                      | 931                | modifier les données · modifier les données |
| La Tour-en-Jarez                 | 42311      | Saint-Étienne Métropole | 5,05             | 1 484 (2022)                      | 294                | modifier les données · modifier les données |
| Valfleury                        | 42320      | Saint-Étienne Métropole | 8,77             | 710 (2022)                        | 81                 | modifier les données · modifier les données |
| Canton de Sorbiers               | 4221       |                         | 162,94           | 35 219 (2022)                     | 216                | modifier les données                        |

## Démographie
En 2022, le canton comptait 35 219 habitants, en évolution de +2,96 % par rapport à 2016 (Loire : +1,32 %, France hors Mayotte : +2,11 %).
| 2013   | 2018   | 2022   |
| ------ | ------ | ------ |
| 33 752 | 34 393 | 35 219 |